# A Woman Captured
A Woman Captured è un documentario del 2017 diretto da Bernadett Tuza-Ritter.